# Min vän från Mars
Min vän från Mars (originaltitel: My Favorite Martian), amerikansk sitcom-serie med Ray Walston och Bill Bixby i huvudrollerna. Serien sändes ursprungligen i CBS 29 september 1963–4 september 1966. Svensk TV-premiär i juni 1965.
Journalisten Tim O'Hara (Bill Bixby) upptäcker ett kraschat rymdskepp med en man från Mars (Ray Walston) i det. I väntan på att rymdskeppet blir reparerat får mannen bli inneboende hos Tim under täcknamnet "farbror Martin". Martin har utfällbara antenner på huvudet och kan göra sig osynlig. Han kan läsa andras tankar och förflytta föremål med hjälp att peka med sitt finger. Tim hyr lägenhet av Mrs Brown (Pamela Britton) som bor bredvid och som ofta är nära att avslöja Martins identitet.
Totalt gjordes det 107 avsnitt mellan åren 1963 och 1966. De sista 32 avsnitten gjordes i färg. De två första säsongerna finns utgivna på DVD i USA. Utgivningen av den tredje säsongen har framflyttats flera gånger, men gavs slutligen ut i oktober 2012. Sedan november 2007 finns den tredje säsongen också utgiven i Australien.
1973 gjordes det en animerad TV-serie kallad My Favorite Martians baserad på den ursprungliga serien.
1999 gjordes det en långfilm baserad på den första TV-serien, då med Christopher Lloyd som Martin O’Hara och Jeff Daniels som Tim O’Hara. I denna film medverkade också den ursprungliga "marsmänniskan" Ray Walston.

## Rollista
- Ray Walston - Uncle Martin O'Hara
- Bill Bixby - Tim O'Hara

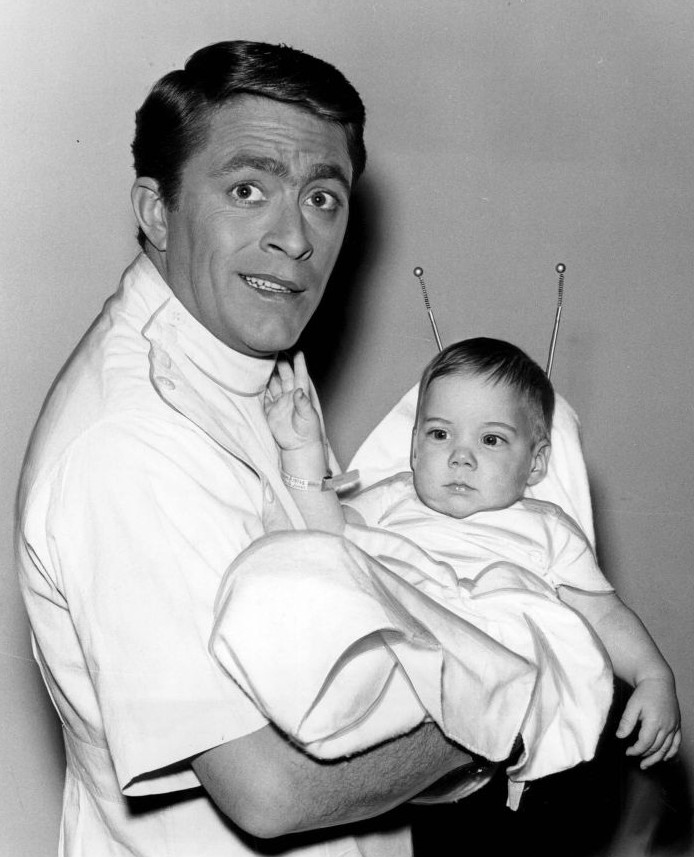
Bill Bixby som Tim O'hara 1965.

- Pamela Britton - Mrs. Lorelei Brown
- J. Pat O'Malley - Mr. Burns, Tim's boss (första säsongen)
- Alan Hewitt - Detektiv Bill Brennan (andra och tredje säsongen)
- Roy Engel - Poliskapten (tredjesäsnogen)

## Avsnittsförteckning

### Säsong 1
1. My Favorite Martin
2. The Matchmakers
3. There is No Cure for the Common Martian
4. Russians "R" in Season
5. Man or Amoeba
6. The Man on the Couch
7. A Loaf of Bread, a Jug of Wine and Peaches
8. The Awful Truth
9. Rocket to Mars
10. Raffles No. 2
11. The Atom Misers
12. That Little Old Matchmaker, Martin
13. How to Be a Hero Without Really Trying
14. Blood is Thicker than the Martian
15. Poor Little Rich Cat
16. Rx for Martian
17. Going, Going, Gone
18. Who Am I?
19. Now You See It, Now You Don't
20. My Nephew the Artist
21. Hitchhike to Mars
22. Uncle Martin's Broadcast
23. An Old, Old Friend of the Family
24. Super-Duper Snooper
25. The Sinkable Mrs. Brown
26. Martin and the Eternal Triangle
27. Danger! High Voltage!
28. If You Can't Lick Them
29. Unidentified Flying Uncle Martin
30. How Are You Gonna Keep Them Down on the Pharmacy?
31. Miss Jekyll and Hyde
32. Who's Got the Power?
33. Oh, My Aching Antenna
34. The Disastro-nauts
35. Shake Well and Don't Use
36. A Nose for News
37. Uncle Martin's Wisdom Tooth

### Säsong 2
1. Dreaming Can Make It So
2. The Memory Pill
3. Three to Make Ready
4. Nothing But the Truth
5. Dial M for Martin
6. Extra! Extra! Sensory Perception!
7. My Uncle the Folk Singer
8. The Great Brain Robbery
9. Double Trouble
10. Has Anybody Seen My Electro-Magnetic Neutron Converting Gravitator?
11. Don't Rain on My Parade
12. Night Life of Uncle Martin
13. To Make a Rabbit Stew- First Catch a Martian
14. Won't You Come Home, Uncle Martin, Won't You Come Home?
15. The Case of the Missing Sleuth
16. How're Things in Glocca Martin?
17. Gesundheit, Uncle Martin
18. Martin Report #1
19. Uncle Martin and the Identified Flying Object
20. A Martian Fiddles Around
21. Humbug, Mrs. Brown
22. Crash Diet
23. Gone But Not Forgotten
24. Stop or I'll Steam
25. The Magnetic Personality and Who Needs It
26. We Love You, Miss Pringle
27. Uncle Baby
28. Once Upon a Martian Mother's Day
29. Uncle Martin's Bedtime Story
30. 006 3/4
31. Never Trust a Naked Martian
32. Martin's Favorite Martian
33. The Martian's Fair Hobo
34. A Martian's Sonata in Mrs. B's Flat
35. The Green Eyed Martian
36. El Senor from Mars
37. Time Out for Martin
38. Portrait in Brown

### Säsong 3
1. Go West, Young Martian (1)
2. Go West, Young Martian (2)
3. Martin of the Movies
4. Keep Me From the Church on Time
5. I'd Rather Fight Than Switch
6. Tim, the Mastermind
7. Martin Goldfinger
8. Bottled Martin
9. Hate Me a Little
10. Girl in the Flying Machine
11. The Time Machine is Waking Up That Old Gang of Mine
12. Avenue "C" Mob
13. Tim and Tim Again
14. Lorelei Brown vs. Everybody
15. The O'Hara Caper
16. Who's Got a Secret?
17. Heir Today, Gone Tomorrow
18. Martin's Revoltin' Development
19. TV or Not TV
20. Man From Uncle Martin
21. Martin the Mannequin
22. Butterball
23. When a Martian Makes His Violin Cry
24. When You Get Back Home to Mars, Are You Going to Get It
25. Doggone Martin
26. Virus M for Martin
27. Our Notorious Landlady
28. Martin Meets His Match
29. Horse and Buggy Martin
30. Stop the Presses, I Want to Get Off
31. My Nut Cup Runneth Over
32. Pay the Man the $24